# Friedrich Wilhelm Zachow

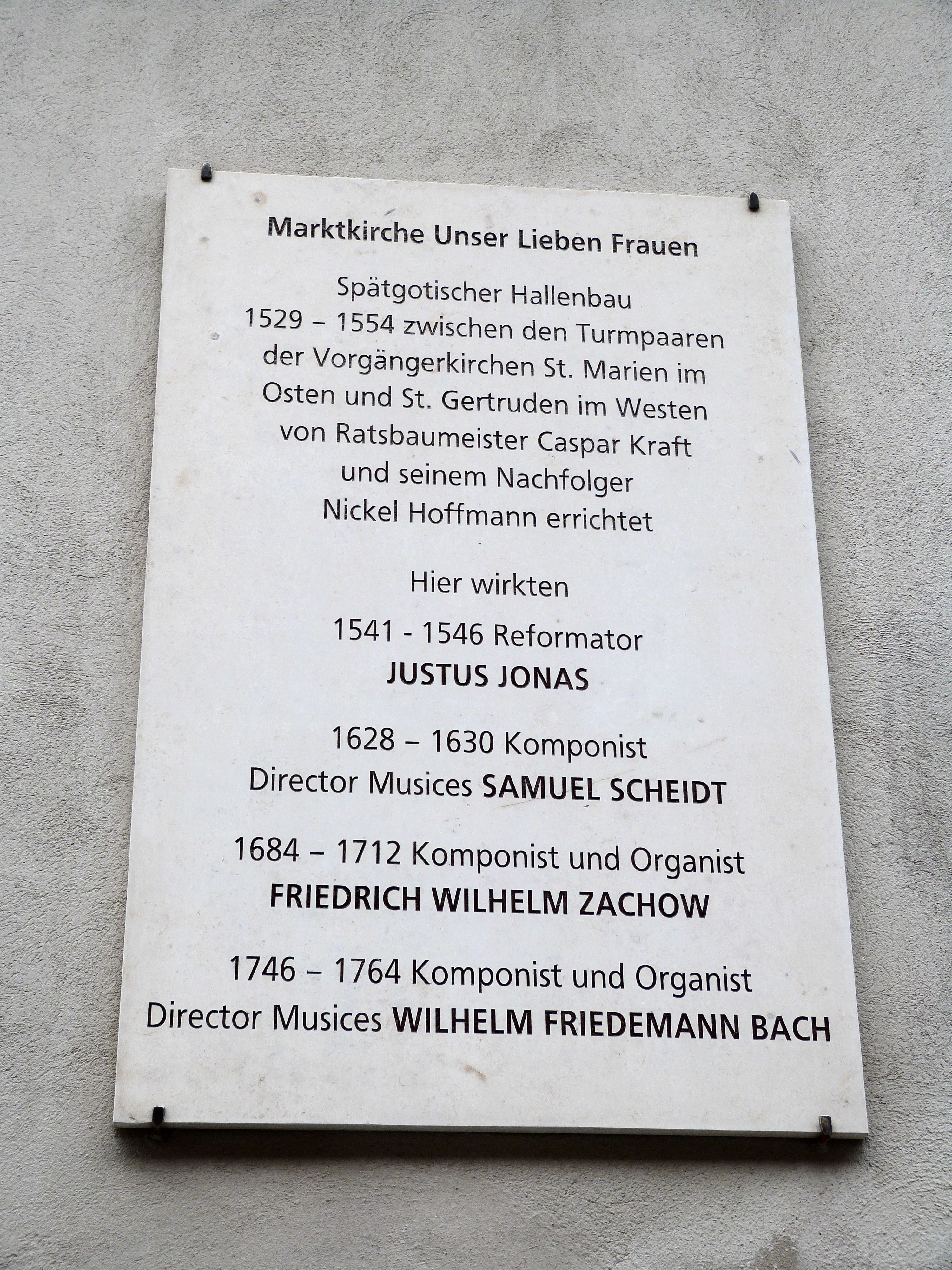
Tablica pamiątkowa w kościele Mariackim w Halle

Friedrich Wilhelm Zachow, także Friedrich Wilhelm Zachau (ur. 14 listopada 1663 w Lipsku, zm. 7 sierpnia 1712 w Halle)  – niemiecki muzyk i kompozytor epoki baroku.
Był synem lipskiego dudziarza Heinricha Zachowa, który nauczył go gry na instrumentach będących wówczas w powszechnym użyciu, m.in. na skrzypcach, organach, klawesynie.
11 sierpnia 1684 Zachow otrzymał stanowisko organisty w kościele Mariackim w Halle . 24 października 1693 roku poślubił Marię Dorotheę Anschütz, córkę sędziego i burmistrza Eilenburga Georga Anschütza.
Jego najsłynniejszym uczniem był Georg Friedrich Händel , który w 1702 jako siedemnastolatek zastąpił Zachowa na jego stanowisku organisty.

## Wybór dzieł
- Chorus ille coelitum, kantata (1698)
- Confitebor tibi Domine, kantata (1701)
- Danksaget dem Vater, Kantata (1702)
- „Missa super Chorale Christ lag in Todesbanden”, msza (1701)
- Utwory na instrumenty klawiszowe
  - Toccata C-dur
  - Preludium C-dur
  - Preludium F-dur
  - Fuga C-dur
  - 2 fugi in G-dur
  - Fantasia D-dur
  - kaprys d-moll
  - Suita h-moll
- Etliche Orgelchoräle
- Trio F-dur na flet poprzeczny, fagot i basso continuo